# هاوکر هاریکن

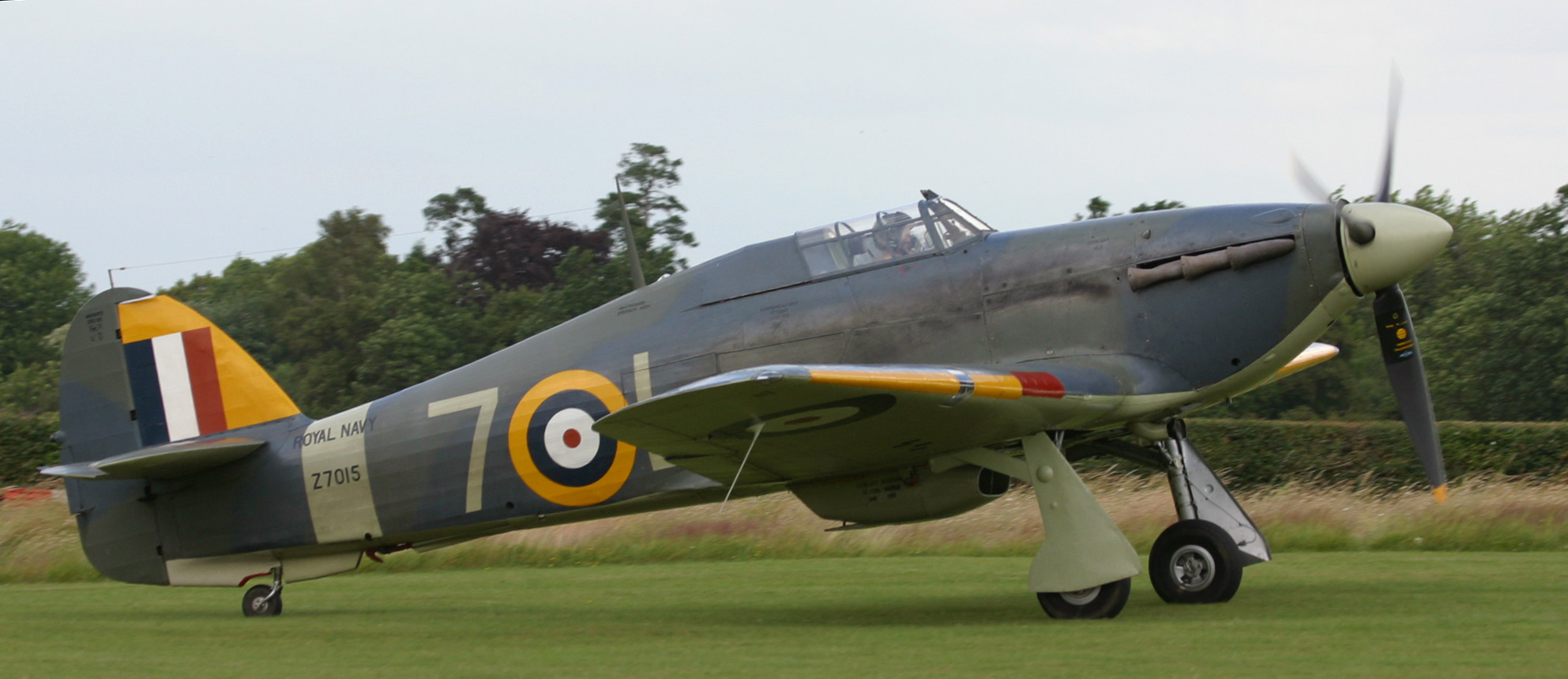

هوکر هاریکن (به انگلیسی: Hawker Hurricane) یک هواگرد جنگنده تک‌موتوره تک‌سرنشین بریتانیایی است که در میانه دهه ۱۹۳۰ طراحی و تولید شد. این هواگرد در تمامی جبهه‌های جنگ جهانی دوم به رزم پرداخت.
هاوکر هاریکن به عنوان نخستین جنگنده تک‌باله نیروی هوایی بریتانیا، سال ۱۹۳۷ وارد خدمت شد. این هواگرد در قالب ۳۲ اسکادران در طول جنگ، جنگنده اصلی نیروی هوایی بریتانیا در نبرد بریتانیا بود. هاریکن تعداد بیشتری از هواگردهای دشمن را از مجموع دفاع ضدهوایی زمینی و سایر هواگردهای بریتانیایی، ساقط کرد. بعدها از این هواگرد به عنوان هواگرد تهاجمی نیز استفاده شد.
نیروی هوایی شاهنشاهی ایران ۲ فروند از هواگردهای دوسرنشین Hurricane Mk T.IIC را برای آموزش با عنوان Mk IIC در سال ۱۳۲۵ خورشیدی خریداری کرد.

## مشخصات فنی (هاریکن ۲بی)

### مشخصات عمومی
- خدمه: ۱ نفر
- طول: ۳۲ فوت ۶ اینچ (۹٫۹ متر)
- طول بال: ۴۰ فوت (۱۲٫۲ متر)
- نیرومحرکه: یک موتور وی‌شکل ۱۲ سیلندر رولز-رویس مرلین XX خنک شونده با مایعات: ۱۲۶۰ اسب بخار

### عملکرد
- حداکثر سرعت: ۳۴۰ مایل بر ساعت (۵۵۰ کیلومتر بر ساعت)

### تسلیحات
- ۱۲ × مسلسل براونینگ کالیبر ۰٫۳۰۳ اینچ (۷٫۷ میلیمتر)
- ۲ × بمب ۲۵۰ پوند (۱۱۰ کیلوگرم)[۱]

## کاربران
- استرالیا
- بلژیک
- کانادا
- مصر
- فرانسه
- فنلاند
- آلمان
- یونان
- راج بریتانیا
- ایران
- جمهوری ایرلند
- ایتالیا
- ژاپن
- هلند
- نیوزیلند
- نروژ
- لهستان
- پرتغال
- رومانی
- آفریقای جنوبی
- اتحاد جماهیر شوروی
- ترکیه
- بریتانیا
- پادشاهی یوگسلاوی
- یوگسلاوی

## مدل ها
- Hurricane Mk I
- Hurricane Mk IIA Series 1
- Hurricane Mk IIB
- Hurricane Mk IIB Trop
- Hurricane Mk IIC
- Hurricane Mk IID
- Hurricane Mk IIE
- Hurricane Mk T.IIC
- Hurricane Mk III
- Hurricane Mk IV
- Hurricane Mk V
- Hurricane Mk X
- Hurricane Mk XI
- Hurricane Mk XII
- Hurricane Mk XIIA
- Sea Hurricane Mk IA
- Sea Hurricane Mk IB
- Sea Hurricane Mk IC
- Sea Hurricane Mk IIC
- Hillson F.40
- Hurricane Photo Reconnaissance
- Hurricane Tac R